# Frank McGee (Baseballspieler)
Francis „Frank“ DeSales McGee (* 29. April 1899 in Columbus, Ohio; † 30. Januar 1934 ebenda) war ein US-amerikanischer Baseballspieler.

## Karriere
Frank McGee besuchte die Ohio State University, ehe er 1925, im Alter von 26, mit den Washington Senators zu seinem Debüt in der American League kam. Knapp zwei Wochen später absolvierte der First Baseman sein zweites und letztes Profi-Spiel. Seine Karriere in den Minor Leagues, die 1921 begann und ihn unter anderem von Florida bis nach Ontario führte, beendete er 1929. Bereits 1934 starb McGee in seiner Geburtsstadt Columbus und wurde auf dem St. Joseph Cemetery in Lockbourne, Ohio, beigesetzt.